# Bråtgöl (Oskars socken, Småland)
Bråtgöl är en sjö i Nybro kommun i Småland och ingår i Hagbyåns huvudavrinningsområde.